# 庫塞里戰役
庫塞里戰役因法國計劃佔領沙里-巴吉爾米地區而發生。1899-1900年，法國組織了三支武裝探險隊，一支從剛果向北，一支從尼日向東，一支從阿爾及利亞向南。目標是連接西非所有法國殖民地，並於1900年4月21日在喀麥隆北部的沙里河右岸實現了這一目標。
軍閥拉比赫·祖拜爾可出動一支約10,000人且全部配備步槍和大量火砲的軍隊，而法軍由700名士兵組成，再加上巴吉爾米人提供的600名步兵和200名騎兵。法軍分三路進攻拉比赫·祖拜爾的陣地，在隨後的戰鬥中，法軍指揮官阿梅迪-弗朗索瓦·拉米少校陣亡。拉比赫·祖拜爾的部隊不堪重負，而他在試圖越過沙里河逃跑時，被一名散兵擊中頭部身亡。
在法國，庫塞里戰役被認為是法國瓜分非洲的終點，此戰後，法國獲得了大量西非的殖民地。